# Фалкон (Северна Каролина)
Фалкон (енгл. Falcon) град је у америчкој савезној држави Северна Каролина.

## Демографија
По попису из 2010. године број становника је 258, што је 70 (-21,3%) становника мање него 2000. године.
| Група             | 2000.       | 2010.       |
| Белци             | 276 (84,1%) | 179 (69,4%) |
| Афроамериканци    | 31 (9,5%)   | 37 (14,3%)  |
| Азијати           | 0 (0,0%)    | 0 (0,0%)    |
| Хиспаноамериканци | 11 (3,4%)   | 36 (14,0%)  |
| Укупно            | 328         | 258         |